# فهرست فیلم‌های پویانمایی ۲۰۱۲
این فهرستی از فیلم‌های بلند پویانمایی است که در سال ۲۰۱۲ منتشر شدند.

## فهرست
| عنوان | کشور                            | کارگردان                                          | استودیو                                                     | تکنیک                        | یادداشت      |
| --- | ------------------------------- | ------------------------------------------------- | ----------------------------------------------------------- | ---------------------------- | ------------ |
| یک کریسمس نسبتاً عجیب و غریب                                                                                         | کانادا                          | استیو هلند                                        | بیللیونفولد فردراتور ستودیوس پسیفیک بی انترتینمنت نیکلودئون | پویانمایی رایانه‌ای لایو اکشن |              |
| آشورا アシュラ | ژاپن                            | کیچی ساتو                                         | توئی انیمیشن                                                | پویانمایی رایانه‌ای / سنتی    | [ ۱ ]        |
| شوالیه تاریکی بازمی‌گردد                                                                                             | ایالات متحده                    | جی اولیوا                                         | برادران وارنر انیمیشن، دی‌سی کامیکس                          | سنتی                         | فیلم ویدیوئی |
| برزرک: آرک دوران طلایی ベルセルク 黄金時代篇I 覇王の卵 (Berserk Ōgon Jidai-Hen I: Haō no Tamago)                    | ژاپن                            | توشیوکی کوبوکا                                    | استودیو ۴°C                                                 | سنتی                         |              |
| دلیر | ایالات متحده                    | مارک اندروز, برندا چپمن                           | والت دیزنی پیکچرز / پیکسار                                  | پویانمایی رایانه‌ای           |              |
| سفر به دهلی | هند                             | نیکیل آدوانی                                      | کریون پیکتورس                                               | پویانمایی رایانه‌ای           |              |
| ارنست و سلستین | فرانسه بلژیک لوکزامبورگ         | استفان اوبیه، وینسنت پاتار، بنیامین رنر           | لا پارتی پروداکشنز، لس آرماتورس، میبه موس                   | سنتی                         | [ ۳ ]        |
| اونگلیون نسخه جدید سینمایی: کیو ヱヴァンゲリヲン新劇場版：Q Quickening (Evangerion Shin Gekijōban: Kyū Kuikkuningu) | ژاپن                            | هیدئاکی آنو، کازویا تسوروماکی , ماسایوکی یاماگوچی | ستودیو خارا                                                 | سنتی                         |              |
| فرنکن‌وینی | ایالات متحده                    | تیم برتون                                         | والت دیزنی پیکچرز / تیم برتون                               | استاپ‌موشن                    |              |
| هتل ترانسیلوانیا | ایالات متحده                    | گندی تارتاکوفسکی                                  | سونی پیکچرز انیمیشن / کلمبیا پیکچرز                         | پویانمایی رایانه‌ای           |              |
| عصر یخبندان: رانش قاره‌ای                                                                                            | ایالات متحده                    | استیو مارتینو، مایک تورمایر                       | بلو اسکای استودیو / استودیو قرن بیستم                       | پویانمایی رایانه‌ای           |              |
| لیگ عدالت: نفرین | ایالات متحده                    | لورن مونتگومری                                    | برادران وارنر انیمیشن، دی‌سی کامیکس                          | سنتی                         | فیلم ویدیوئی |
| لوراکس | ایالات متحده                    | کریس رناد, کایل بالدا                             | ایلومینیشن اینترتینمنت / یونیورسال پیکچرز                   | پویانمایی رایانه‌ای           |              |
| ماداگاسکار ۳: تحت تعقیب‌ترین‌های اروپا                                                                                | ایالات متحده                    | تام مک‌گراث, اریک دارنل، کنراد ورنن                | دریم‌ورکس انیمیشن                                            | پویانمایی رایانه‌ای           |              |
| پینوکیو | ایتالیا لوکزامبورگ بلژیک فرانسه | انتسو دالو                                        |                                                             | سنتی                         |              |
| دزدان دریایی! گروهی از ناجورها                                                                                      | انگلستان ایالات متحده           | پیتر لرد، جف نیویت                                | آردمن انیمیشن / سونی پیکچرز انیمیشن / کلمبیا پیکچرز         | استاپ‌موشن                    | [ ۴ ]        |
| ظهور نگهبانان | ایالات متحده                    | پیتر رمزی، ویلیام جویس                            | دریم‌ورکس انیمیشن                                            | پویانمایی رایانه‌ای           |              |
| راز بال‌ها | ایالات متحده                    | بردلی ریموند                                      | والت دیزنی پیکچرز / دیزنی تون استودیوز                      | پویانمایی رایانه‌ای           |              |
| ملکه برفی | روسیه                           | ماکسیم سوشنیکوف، ولادلن باربه                     | وزارت آنیماتیون، اینلی‌فیلم                                  | پویانمایی رایانه‌ای           | [ ۵ ] [ ۶ ]  |
| سوپرمن در برابر نخبگان                                                                                              | ایالات متحده                    | مایکل چانگ                                        | برادران وارنر انیمیشن، دی‌سی کامیکس                          | سنتی                         | فیلم ویدیوئی |
| بال‌ها От винта 3D                                                                                                   | روسیه                           | اولگا لوپاتو                                      | پارادیز پروداکشنز                                           | پویانمایی رایانه‌ای           |              |
| فرزندان گرگ おおかみこどもの雨と雪 (Ōkami Kodomo no Ame to Yuki)                                                    | ژاپن                            | مامورو هوسودا                                     | استودیو چیزو، مدهاوس                                        | سنتی                         | [ ۷ ]        |
| رالف خرابکار | ایالات متحده                    | ریچ مور                                           | والت دیزنی پیکچرز / استودیو انیمیشن والت دیزنی              | پویانمایی رایانه‌ای           |              |

## پرفروش‌ترین فیلم‌های پویانمایی ۲۰۱۲
۱۰ پرفروش‌ترین فیلم‌های پویانمایی سال ۲۰۱۲ عبارتند از:
| رتبه | عنوان                                | توزیع‌کننده/ استودیو                                     | فروش جهانی   |
| ---- | ------------------------------------ | ------------------------------------------------------- | ------------ |
| ۱    | عصر یخبندان: رانش قاره‌ای             | شرکت والت دیزنی / استودیو قرن بیستم / بلو اسکای استودیو | $۸۷۷٬۲۴۴٬۷۸۲ |
| ۲    | ماداگاسکار ۳: تحت تعقیب‌ترین‌های اروپا | پارامونت پیکچرز / دریم‌ورکس انیمیشن                      | $۷۴۶٬۹۲۱٬۲۷۴ |
| ۳    | دلیر                                 | دیزنی/ پیکسار                                           | $۵۴۰٬۴۳۷٬۰۶۳ |
| ۴    | رالف خرابکار                         | دیزنی/ استودیو انیمیشن والت دیزنی                       | $۴۷۱٬۲۲۲٬۸۸۹ |
| ۵    | هتل ترانسیلوانیا                     | کلمبیا پیکچرز / سونی پیکچرز انیمیشن                     | $۳۵۸٬۳۷۵٬۶۰۳ |
| ۶    | لوراکس                               | یونیورسال پیکچرز / ایلومینیشن اینترتینمنت               | $۳۴۸٬۸۴۰٬۳۱۶ |
| ۷    | ظهور نگهبانان                        | پارامونت/ دریم‌ورکس                                      | $۳۰۶٬۹۴۱٬۶۷۰ |
| ۸    | دزدان دریایی! گروهی از ناجورها       | سونی پیکچرز انمیشن/ آردمن انیمیشن                       | $۱۲۳٬۰۵۴٬۰۴۱ |
| ۹    | پارانورمن                            | فوکوس فیچرز                                             | $۱۰۷٬۱۳۹٬۳۹۹ |
| ۱۰   | فرنکن‌وینی                            | دیزنی/ تولیدات تیم بورتون                               | $۸۱٬۴۹۱٬۰۶۸  |